# Рой, Вилли
Вилли Рой (англ. Willy Roy; род. 8 февраля 1943, Тройберг, Третий рейх) — немецко-американский футболист и тренер. Он играл за несколько команд в Национальной профессиональной футбольной лиге и Североамериканской футбольной лиге в 1960-х и 1970-х, а также за национальную сборную США с 1965 по 1973 год. Он является членом Национального зала славы футбола США.

## Ранние годы
Когда Рою было шесть лет, его семья переехала в США из Германии, поселившись в Чикаго. После посещения высшей школы Ривис (штат Иллинойс) он начал играть в полупрофессиональный футбол в районе Чикаго. В 1964 году он присоединился к «Ханса» из Национальной футбольной лиги Чикаго. В 1966 году «Ханса» выиграла Кубок вызова Питера Дж. Пила, и стала чемпионом штата Иллинойс, хотя год назад команда проиграла «Нью-Йорк Юкрейнианз» в Национальном кубке вызова.

## Клубная карьера
В 1966 году произошёл ряд событий, которые оказали большое влияние на будущую карьеру Роя. Три отдельные группы решили создать профессиональную лигу в США путём различных переговоров, две группы объединились в Национальную профессиональную футбольную лигу (NPSL). Несмотря на это, Федерация футбола США и ФИФА отказались признать NPSL, она подписала контракт на трансляцию матчей по телевидению с CBS, тем самым гарантируя некоторый элемент финансовой стабильности.
В тот момент Рой продолжал играть исключительно в региональной лиге Чикаго и сборной США. В 1967 году он присоединился к новосозданным «Чикаго Сперс» из NPSL. В то время Рой был одним из восьми граждан США в лиге. Ещё был Боб Ганслер, товарищ по команде и сборной, будущий её тренер. В свой первый год со «Сперс» Рой забил 17 голов, и отдал 5 голевых передач, что сделало его вторым лучшим бомбардиром лиги, новичком года и членом команды всех звёзд NPSL.
Ещё одно событие оказало влияние на дальнейшую футбольную карьеру Роя. NPSL слилась с Объединённой футбольной ассоциацией в декабре 1967 года для формирования Североамериканской футбольной лиги. В том же году «Сперс» переехали в Канзас-Сити. Рой провёл один сезон с новой командой. Он пережил карьерный спад в 1968 году, сыграв 15 игр, забив 6 голов и отдав 4 передачи. Тем не менее, команда играла хорошо, проиграв только «Атланта Чифс» в плей-офф полуфинала.
Рой покинул «Канзас-Сити Сперс» в 1971 году, чтобы присоединиться к «Сент-Луис Старз» (NASL) в 1971 году. За три года со «Старз» он забил 18 голов и сделал 16 передач. В 1972 году команда прошла в финал чемпионата NASL, проиграв там «Нью-Йорк Космос» (2:1).
После ухода из сборной Рой продолжал играть профессионально в течение ещё нескольких лет. В 1975 году он перешёл в свою последнюю команду, «Чикаго Стинг». Он сыграл один сезон со «Стинг», статистически худший в его карьере. Рой не забил ни одного гола и сделал 3 передачи в 14 играх. Он ушёл из футбола в конце сезона.

## Национальная сборная
В 1965 году Рой дебютировал за сборную США в отборочном матче на чемпионат мира 1966 против Мексики в Мехико (проигрыш 0:2). Он сыграл свой второй матч через девять дней против Гондураса, где США потеряли все шансы, чтобы претендовать на финальную часть чемпионата мира.
Рой пользовался относительным успехом со сборной в 1968 году. Он сыграл восемь матчей, забив шесть мячей. В этих восьми матчах сборная проиграла лишь однажды. Что ещё более важно, четыре из этих игр были отборочными матчами на чемпионат мира 1970. В этих трёх играх Рой забил 3 гола. В следующем году он сыграл только одну игру со сборной против Гаити (проигрыш 2:0). Эта игра, в сочетании со вторым проигрышем на Гаити через месяц означала конец ещё одной надежды на Чемпионат мира для США. Рой не играл за сборную, пока не начались матчи квалификации чемпионата мира 1974.
В 1972 году Рой сыграл четыре матча за национальную сборную, все отборочные матчи чемпионата мира 1974. США ни разу не выиграли, не достигнув ещё одного мундиаля. Несмотря на мрачный показатель команды, Рой забил в трёх матчах подряд, в итоге — рекордные шесть голов в отборочных матчах на чемпионат мира. Никому не удавалось повторить достижение Роя, пока Коби Джонс не сделал это в 2000 году. Рекорд Роя держался до того, как Эрни Стюарт забил свой седьмой гол в 2001 году в отборочном цикле к чемпионату мира 2002.
Рой сыграл пять игр за сборную в 1973 году. В том году он забил один раз, закончив свою карьеру в национальной команде с результатом в 20 матчей и 10 голов, один из лучших рейтингов по выступлениям за сборную среди всех игроков США.

## Карьера в шоуболе
MISL начала свою деятельность в 1978 году, и она добилась успеха за первые два года существования, так как туда перешло большинство команд из NASL, избежав финансового краха. NASL пыталась повторить успех MISL в 1981 году, проведя сезон шоубола зимой с 1981 на 1982 год после окончания сезона 1981 года классического футбола.
«Стинг» Роя не преуспел в своём первом сезоне в шоуболе. Ситуация улучшилась в течение 1982/83 сезона. NASL не проводила закрытый сезон следующей зимой, поэтому «Стинг» играл в MISL, где занял третье место в Восточном Дивизионе. Рой и «Стинг» ещё прибавили в течение 1983/84 сезона, уже в NASL. Они заняли второе место в турнирной таблице, проиграв только «Нью-Йорк Космос» в плей-офф полуфинала.

## Тренерская карьера
В 1976 году уйдя на пенсию, Рой стал помощником главного тренера в «Чикаго Стинг». Он провёл два сезона в этом положении, прежде чем перейти к должности главного тренера в 1979 году. В 1981 году Рой тренировал «Стинг», приведя его к победе в «Соккер Боул», он получил титул Тренера года NASL.
Летом 1984 года Рой получил свой второй такой титул в NASL на посту тренера «Стинга». Это был последний чемпионат NASL, так как осенью лига была расформирована. С кончиной NASL «Стинг» стал полноправным членом MISL.
Рой тренировал «Стинг» ещё два сезона. Команда проиграла «Кливленд Форс» в 1985 году, и не прошла четвертьфинальный плей-офф в 1986 году, закончив с весьма противоречивым результатом. Рой окончил своё пребывание в должности тренера «Стинг» 23 декабря 1986 года.
За время работы со «Стинг» Рой сделал нечто большее, чем выиграл два чемпионата. Он оказал большое влияние на футбол, которое вышло за рамки его команды, он тренировал бывшего тренера голландской сборной, Дика Адвоката и тренера женской сборной США по футболу, Грега Райана. Райан позже говорил, что именно Рой оказал самое сильное влияние на его развитие как игрока и тренера. Райан сказал: «То, что отличало Вилли, так это его мастерство на поле, как игрок он был сильным соперником, так он хотел воспитать и своих подопечных, и ему это удавалось. Если он вырастил людей, которые делали большие дела, то это было благодаря потому, что они научились упорно работать и полностью отдаваться своей работе.»
В 1985 году Рой стал тренером мужской футбольной команды Университета Северного Иллинойса. В 1990 году «Хаскиз» показали лучшие результаты в Лиге Саммит и Рой был выбран тренером года.
18 февраля 2003 года в школе объявили, что не будут продлевать контракт Роя после трёх последовательных поражений «Хаскиз». Он ушёл из команды, выиграв два чемпионата конференции. За время работы в команде он был известен своими высокими академическими стандартами, которые Рой установил для игроков. Хотя его последний сезон с командой увенчался преимущественно ничьими, «Хаскиз» по-прежнему входят в двадцатку лучших.

## Поздние годы
В 1989 году Рой был включён в Национальный зал славы футбола США.
В настоящее время он владеет и управляет ареной для мини-футбола в Чикаго, названной в его честь, и содержит «Долтон Боул» — боулинг-клуб по соседству.
В 1979 году он написал книгу «Тренировка победного футбола».